# Libreas corporativas de British Rail

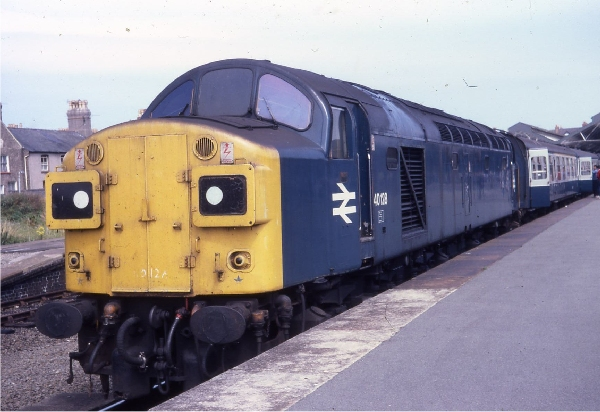
El clásico color azul Rail Blue de la locomotora Clase 40 40128 con vagones en azul y gris en Llandudno (1982)

Las libreas corporativas de British Rail son las diferentes libreas que la empresa ferroviaria British Rail utilizó en su material rodante a lo largo de su historia. Aunque desde mediados de la década de 1960 hasta la década de 1980 la organización se asoció con el color "Rail Blue", también se utilizaron otros esquemas cromáticos, especialmente cuando se dividió en unidades operativas o "sectores" a mediados de la década de 1980. La compañía desapareció oficialmente en 1997, tras ser dividida y privatizada.

## Libreas pre-corporativas
En la formación del British Rail el 1 de enero de 1948, las primeras locomotoras diésel y eléctricas y las locomotoras de turbina de gas 18000 y 18100 estaban pintadas de negro con molduras de aluminio, pero a finales de la década de 1950 este color había sido reemplazado por el mismo tono verde utilizado en las locomotoras de vapor para pasajeros exprés, aunque algunas máquinas se pintaron con una librea verde Brunswick y Sherwood de dos tonos, y las locomotoras eléctricas de la Región Sur se pintaron con un tono claro de verde malaquita. Los trenes también eran generalmente verdes, aunque este color tendía a ser de un tono más claro y más azulado en comparación con el color utilizado en las locomotoras a vapor y diésel.
El material de pasajeros del corredor se probó originalmente en carmín y blanco (apodado ciruela y leche derramada) antes de que la librea Crimson Lake and Cream (carmesí lacado y crema, apodado Blood and Custard -sangre y crema) fuera adoptada en toda la red. El resto del material móvil se pintó en color carmesí lacado.
En 1956, se reintrodujo un granate más oscuro, que se parecía más a la librea del LMS previa a la nacionalización, a excepción de la Región Sur, donde el material remolcado generalmente se pintó de verde (desde julio de 1956 en adelante), con una pequeña cantidad de vagones expresos en la Región Oeste que estaban pintados en los colores chocolate y crema, el estilo tradicional del GWR.
Con la reorganización de los ferrocarriles británicos a mediados de la década de 1960, se introdujo una ruptura completa con el pasado, mediante la adopción de una librea azul y gris que dominó todo el material rodante de pasajeros hasta mediados de la década de 1980, cuando una nueva librea Intercity (gris oscuro y beige, con una banda roja y blanca) se introdujo junto con una serie de esquemas de color regionales.

## Primeras libreas

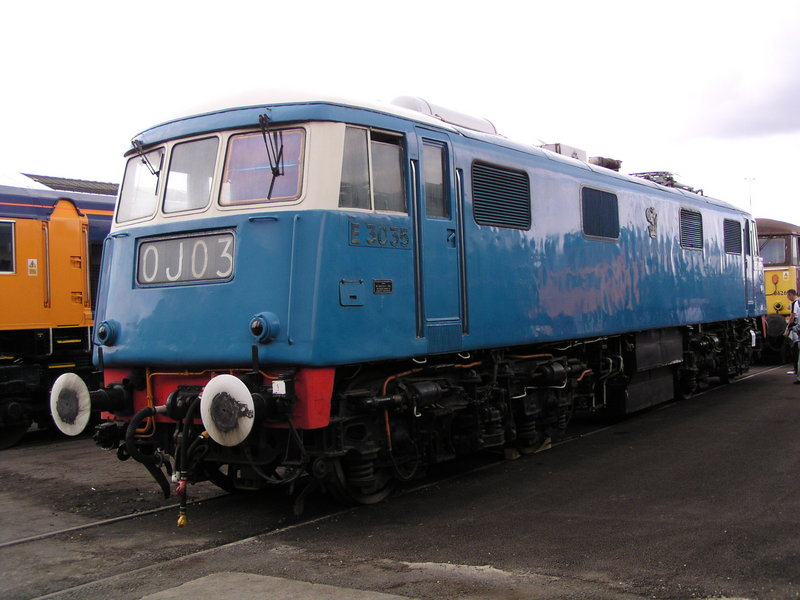
Locomotora eléctrica Clase 83 No.E3035 con su librea Electric Blue

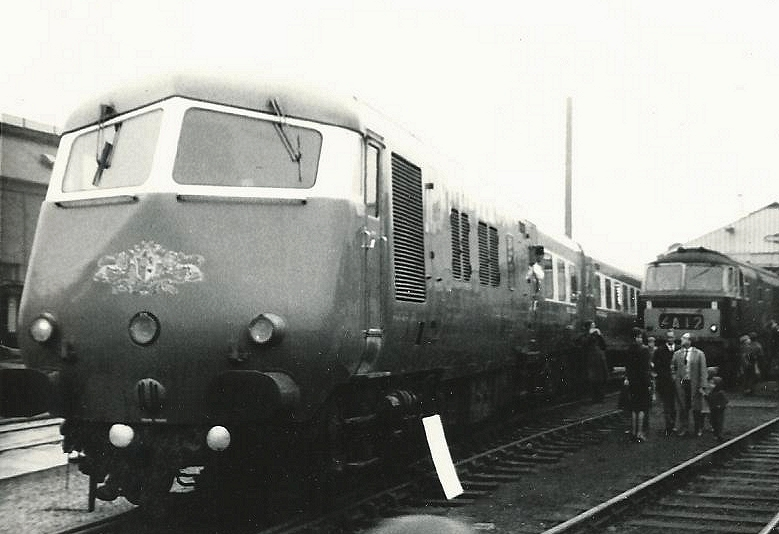
Blue Pullman con su librea original color porcelana, en las cocheras de la carretera Bristol Bath (octubre de 1965)

La librea estándar para la mayoría de las locomotoras de vapor de British Railways era negra, a menudo con un fino ribeteado rojo, crema y gris, mientras que las locomotoras de los expresos de pasajeros estaban pintadas en verde Brunswick, con remates en naranja y negro. Esta había sido la librea del antiguo Gran Ferrocarril del Oeste, y la Región Occidental, que ahora cubría la misma área, y se logró pintar muchas más de sus locomotoras en estos colores tradicionales que en otros lugares. Todas las locomotoras diésel Clase 42 "Warship" se entregaron en verde, pero algunas Clase 52 se entregaron en granate para que coincidiera con la librea estándar de los vagones de entonces. Esta librea se adaptaba a las máquinas diésel hidráulicas, y permitió que los trenes de la Región Oeste mostraran una vez más un cierto grado de independencia; no se aplicó a ninguna otra clase de máquinas diésel o eléctricas (que no fueran de la Clase 42/43 "Warship").
Las locomotoras eléctricas de 25 kV fueron pintadas de nuevo con un llamativo tono de azul brillante que se conocía como Azul Eléctrico. Conservaron esta librea durante algunos años, antes de ser pintadas en Rail Blue, cuando este color se convirtió en la norma.
En 1964, como parte de un plan para desarrollar una nueva imagen corporativa para British Railways, se realizaron varias pruebas:
- Dos máquinas diésel Clase 31 fueron pintadas con libreas de prueba. La No. D5578 se pintó en un Azul Eléctrico Claro sin remates en otros colores,[1] y la No. D5579 se pintó en un color que se describió como Bronce Dorado[1] y Ocre Dorado.[2]
- La primera Clase 52 "Western" class, No.D1000 Western Enterprise fue pintada en una librea marrón pálida, conocida como Desert Sand (arena del desierto)[3] cuando se entregó por primera vez en 1961.
- Otra Clase 52, la No.D1015 Western Champion se entregó en otro color amarillola marrón más oscuro descrito como Golden Ochre, aunque algo diferente del aplicado a la D5579.[3] Estas máquinas diésel hidráulicas "Western" con librea no estándar también fueron equipadas con el emblema de la rueda y el león en aluminio característico de las locomotoras eléctricas de 25 kV.

### Coches de viajeros (1948)

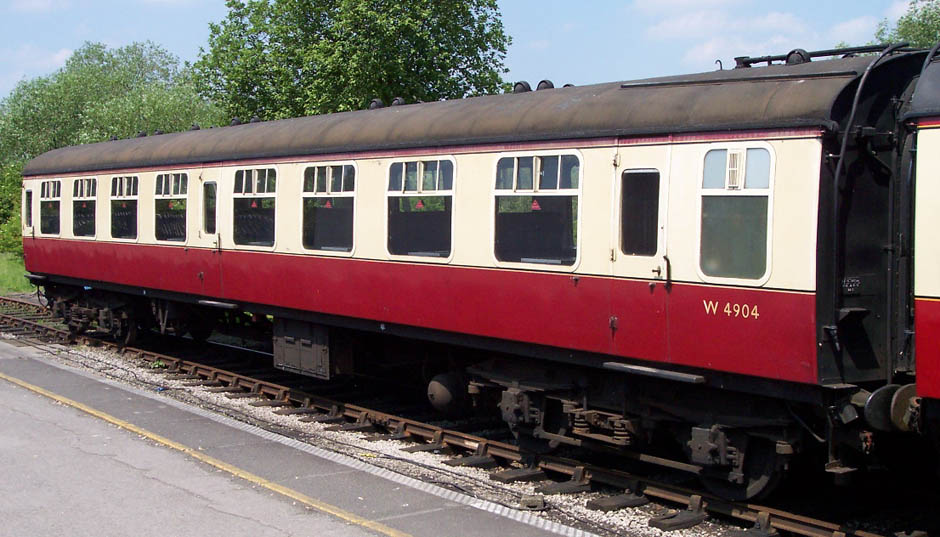
Coches del British Railways en color carmesí y crema (1949)

Las discusiones sobre la librea para el parque de coches de viajeros del British Railways en 1948 finalmente se cerraron adoptando una librea de dos tonos de carmesí lacado y crema para los coches de largo recorrido de toda la red, con el carmesí completo para los trenes locales. Los colores fueron elegidos para ser diferentes de los de cualquiera de las compañías ferroviarias anteriores a la nacionalización, las "Big Four", conservando un aspecto tradicional. Sin embargo, muchas personas no estaban contentas con la pérdida de los esquemas de colores regionales "históricos" tradicionales que usaban las antiguas compañías privadas.

### La segunda fase

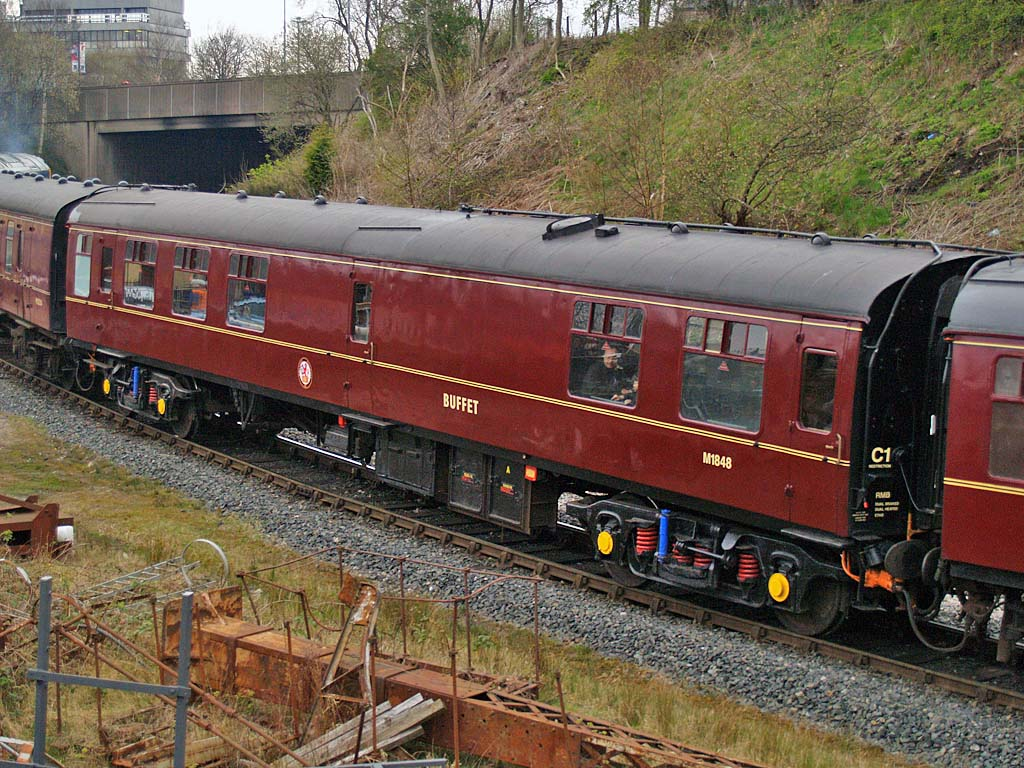
Coches British Railways Mark 1 a comienzos de la década de 1960, con su librea marrón

A partir de 1956 hubo un movimiento hacia el regreso de los esquemas de color regionales. Las regiones de Midland, Este y Escocia adoptaron una librea marrón que se parecía mucho a la del anterior Ferrocarril de Londres, Midland y Escocés, pero la Región Occidental volvió a pintar algunos de sus coches (que se utilizaban en los trenes expresos con nombre propio) a un esquema de color chocolate/crema, similar al utilizado por el GWR antes de la nacionalización. A partir de julio de 1956, la Región Sur comenzó a utilizar un color verde para los "coches" que era algo más oscuro que el color verde malaquita del antiguo Ferrocarril del Sur. Por razones de costo, las libreas generalmente se cambiaban poco a poco, cuando los coches pasaban por los talleres de mantenimiento programado. El material procedente de diferentes regiones a menudo también podía formar parte de un mismo tren. Debido al consiguiente caos de libreas, muchos trenes comenzaron a tener una apariencia desordenada, si no descuidada, lo que se sumó a la imagen deteriorada del ferrocarril. El cambio de nombre de British Railways a British Rail el 1 de enero de 1965 se unió a la introducción de una librea nacional completamente nueva.

### P64

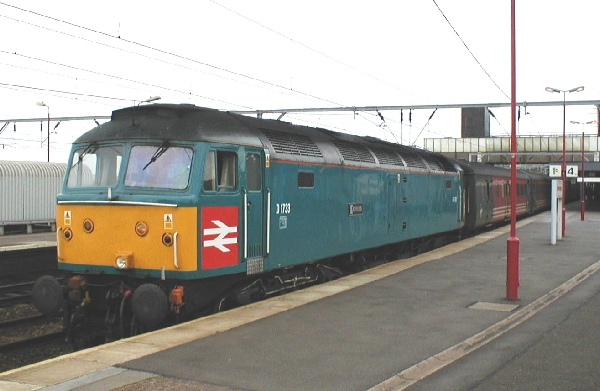
No.47853 (D1733) en una recreación de la librea XP64

Una maqueta del British Railways Mark 2 se exhibió en el Design CeLondres, (las salas de exhibición del Consejo de Diseño) en 1964. Este diseño incluyó muchas de las características que luego se incorporaron en el Mark 2 y se probaron en un experimento sobre un tren designado XP64. Esta maqueta se mostró con una librea naranja y gris, que, sin embargo, nunca apareció en el material rodante en servicio. El tren XP64 se utilizó para probar la tecnología y las disposiciones de transporte de los coches BR Mark 2 planeados. Los coches para el tren XP64 se pintaron en una versión ligeramente más clara de lo que finalmente se convertiría en el Rail Blue, con una franja de 44 pulgadas (111,8 cm) de color Pale Ivory (marfil claro) centrada en las ventanas de los pasajeros, y el bastidor inferior en color marrón. La máquina Clase 47 No.D1733, se pintó para que combinara con el parque de coches disponible. En 2001, cuando se retiraron las últimas locomotoras diésel del servicio de pasajeros, una serie de Virgin Trains Clase 47 se pintó con libreas de "herencia" que habían llevado en el pasado, incluida la antigua D1733, ahora 47853, que una vez más llevaba una versión casi exacta de la librea XP64.

## Rail Blue

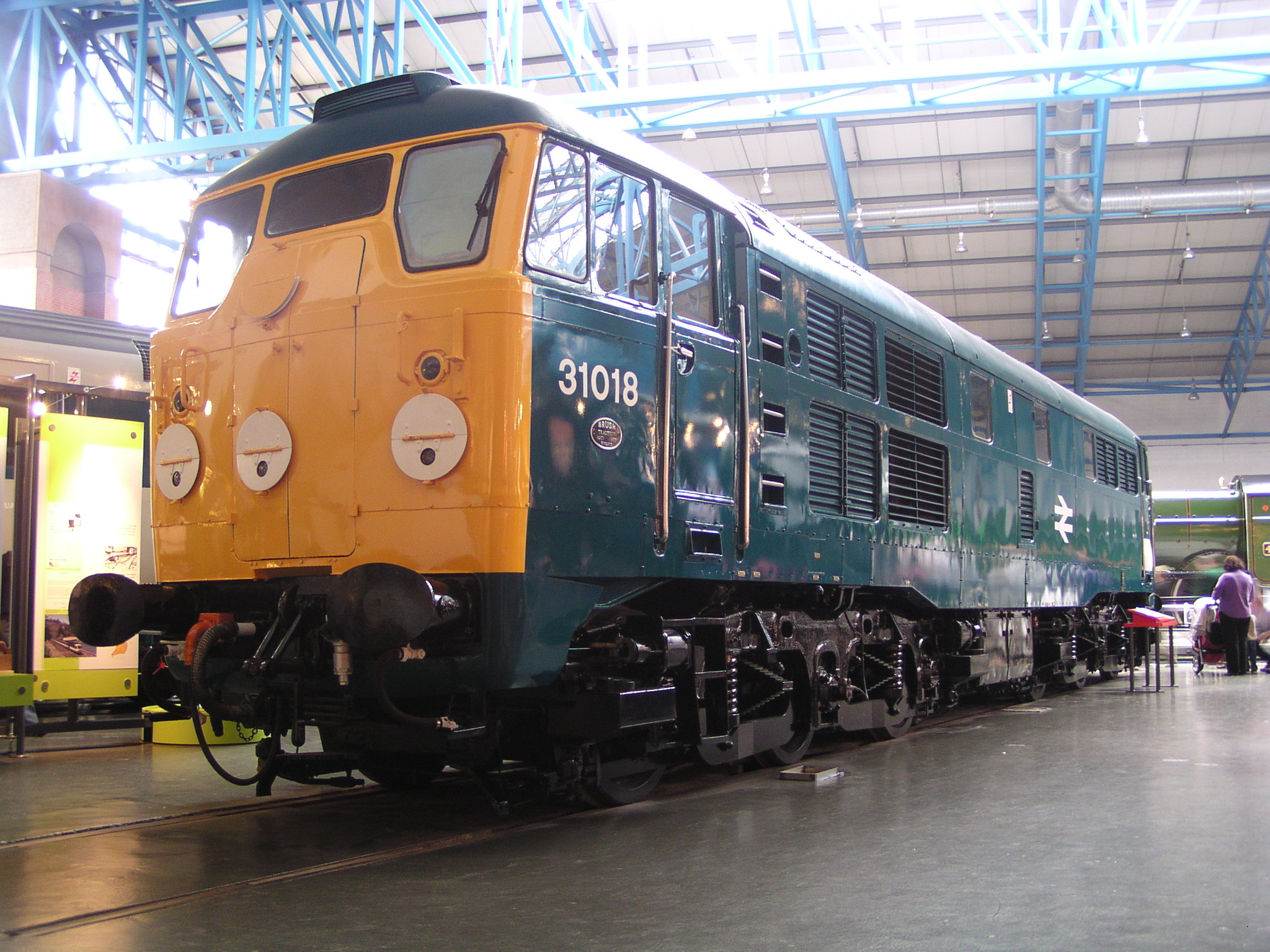
Clase 31 No.31018 con el esquema de colores Rail Blue

Finalmente, se decidió estandarizar un color que se conoció como Rail Blue. Introducido en 1965, y también conocido como "Monastral Blue", el color fue definido por las normas British Standards BR28/6001 (acabado de pulverización sin aire) y BR28/5321 (acabado de pincel). Era un tono azul oscuro grisáceo que ocultaba eficazmente los efectos de la suciedad. El color a menudo queda registrado de manera imprecisa en las fotografías, y generalmente aparece más brillante y más azul que el color real. En los primeros años, el color se desvaneció bastante, volviéndose más claro y pálido con el tiempo, aunque este problema se había superado a finales de la década de 1970. El código de pintura del Reino Unido RAL5020 ("Ocean Blue") es una buena aproximación al Rail Blue. También existe un color de pintura, el British Standard BS381C 114 llamado Rail Blue que se introdujo en 1964. El nuevo símbolo con la "doble flecha" de British Rail en las locomotoras (o el coche tractor, como en el caso de las unidades múltiples) y el número del vehículo y otros accesorios, con los textos escritos en el tipo de letra Rail Alphabet, eran otras partes integrales de la librea.

### Locomotoras
Este color se aplicó a todas las locomotoras diésel y eléctricas, a excepción de los frontales, que fueron pintados de amarillo para mejorar la visibilidad, y los bastidores inferiores y los topes, que fueron pintados de negro; las pinturas fueron la BSS 2660-0.003 y la BSS 2660-9.103 respectivamente. Cuando se introdujo el Rail Blue, la última locomotora registrada como destacada en una librea anterior fue la Clase 43 D838 Rapid que los talleres de Swindon dejaron en color granate en agosto de 1968.
El ferrocarril Vale of Rheidol permaneció operado por máquinas de vapor más allá del final general de la tracción de vapor en 1968, y en consecuencia las tres locomotoras del Ferrocarril del Vale of Rheidol restantes recibieron el esquema de color Rail Blue, siendo todas azules con caja de humos negra y topes rojos, y sin panel de advertencia amarillo.

### Coches de viajeros y unidades múltiples

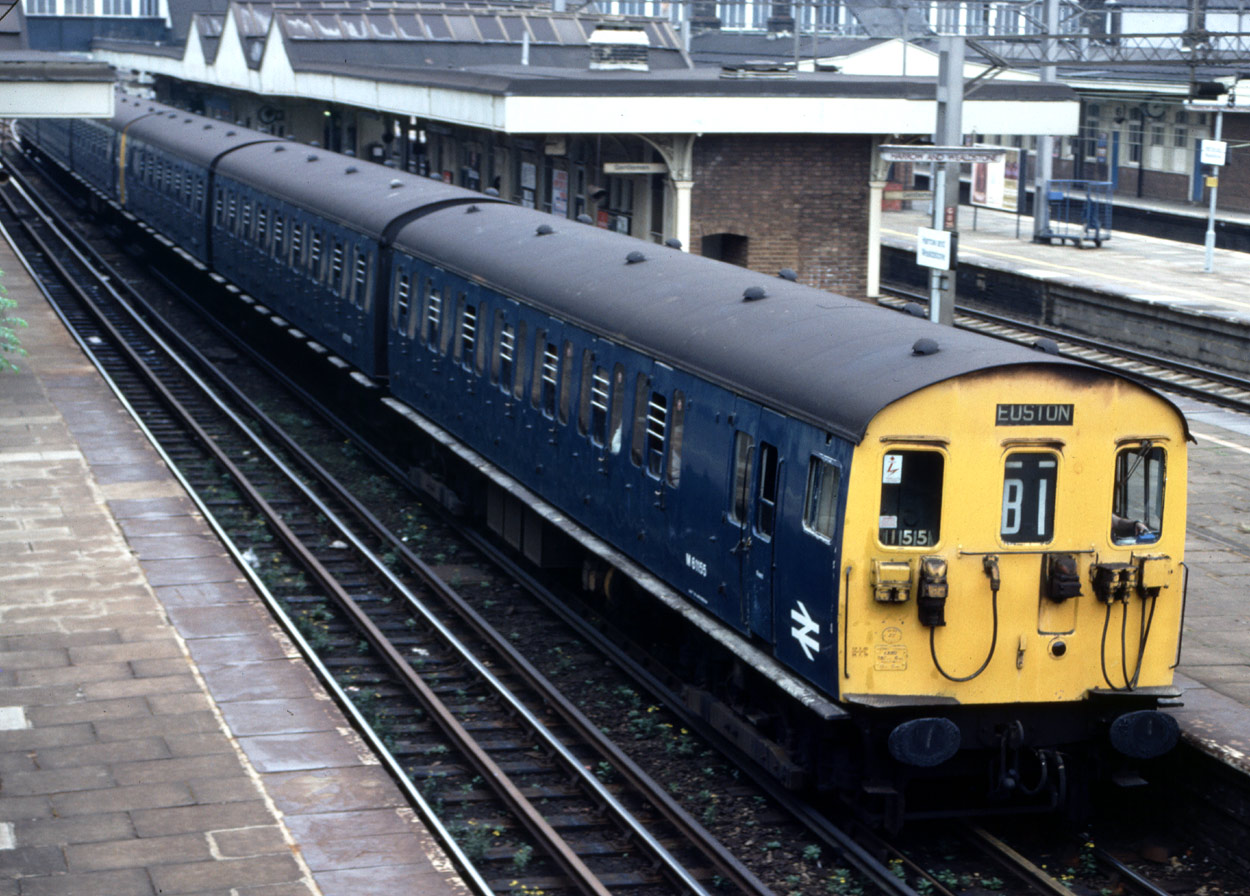
Tren Clase 501 en Rail Blue camino de Harrow y Wealdstone

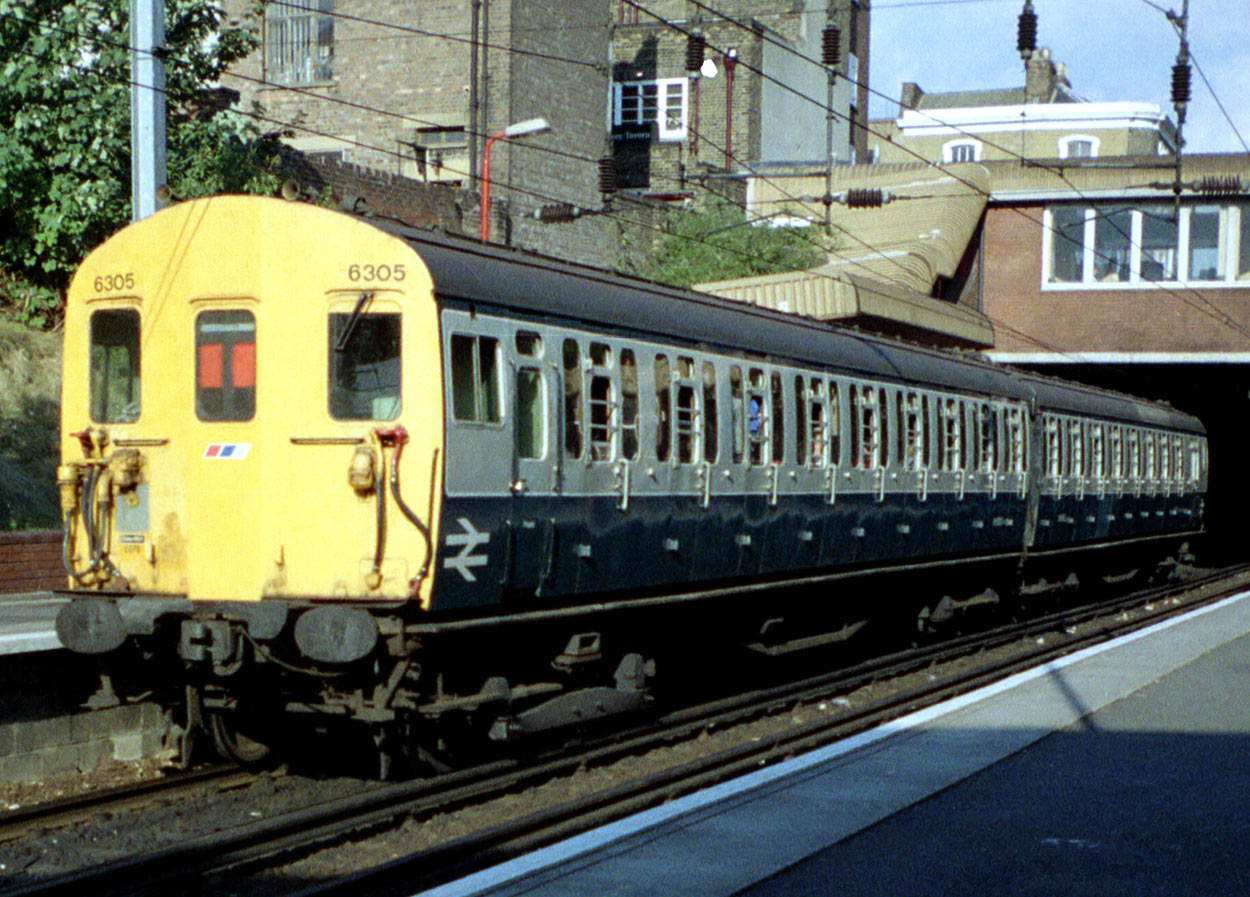
Tren Clase 416 con su librea gris/azul British Rail en la estación de Dalston Kingsland

Los coches de viajeros del corredor y ciertas clases de unidades múltiples exprés se pintaron en Rail Blue con un panel horizontal Pearl Grey (gris perla BS 2660-9-095) de 44 pulgadas, centrado verticalmente en las ventanas principales, orlado por una línea blanca estrecha. Este panel gris terminaba justo antes del final del coche, dejando una pequeña cantidad de Rail Blue que luego continuaba hasta el final de la unidad. Los techos eran de color gris oscuro y los marcos inferiores originalmente eran marrones, pero luego pasaron a ser negros.
Los coches que no pertenecían a las grandes líneas y otras unidades múltiples recibieron el color Rail Blue completo hasta aproximadamente 1980, cuando la mayoría recibió la misma librea azul/gris que los coches de las líneas principales.
El 4REP y el 3/4TC, unidades eléctricas múltiples fueron una rareza notable, al recibir inicialmente el color Rail Blue a pesar de ser material de largo recorrido. Se volvieron a pintar en azul/gris a principios de la década de 1970.
A partir de 1974, algunos conjuntos de unidades diésel múltiples, después de ser restauradas, se pintaron de blanco con una amplia banda azul debajo de las ventanas, y extremos amarillos.

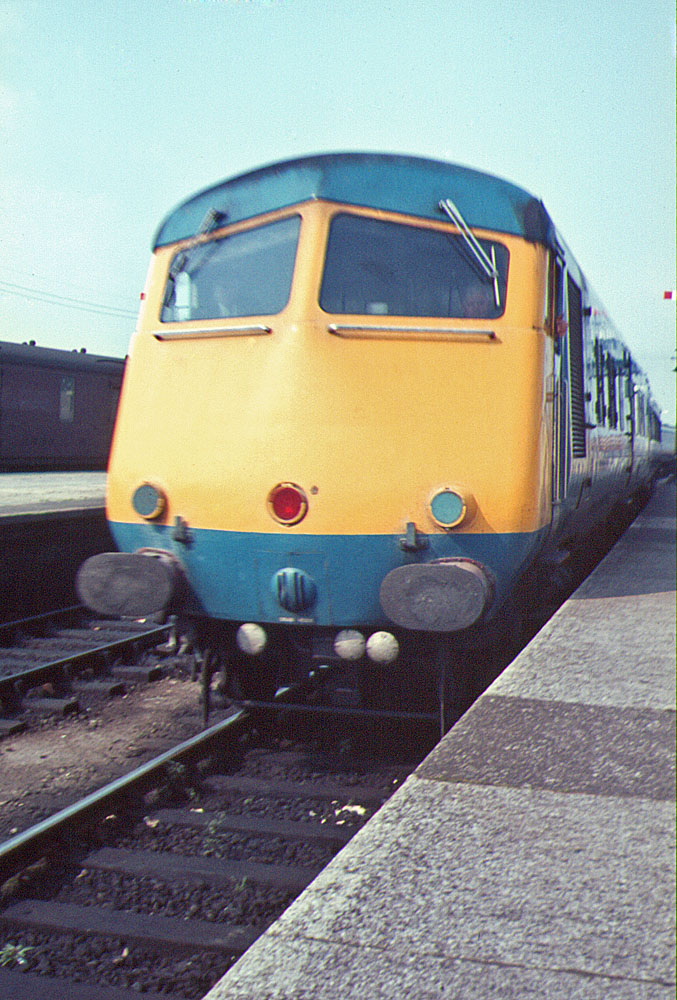
Blue Pullman en la estación de Swansea en 1967

Desde 1966 hasta su retirada, los Coches Pullman también se pintaron en el reverso de la librea de los coches normales, con las áreas azul y gris invertidas. Los conjuntos Blue Pullman conservaron su librea de color Nanking Blue (aunque con los extremos amarillos completos) hasta 1969, cuando se repintaron en la librea gris y azul invertida.

### Variaciones locales

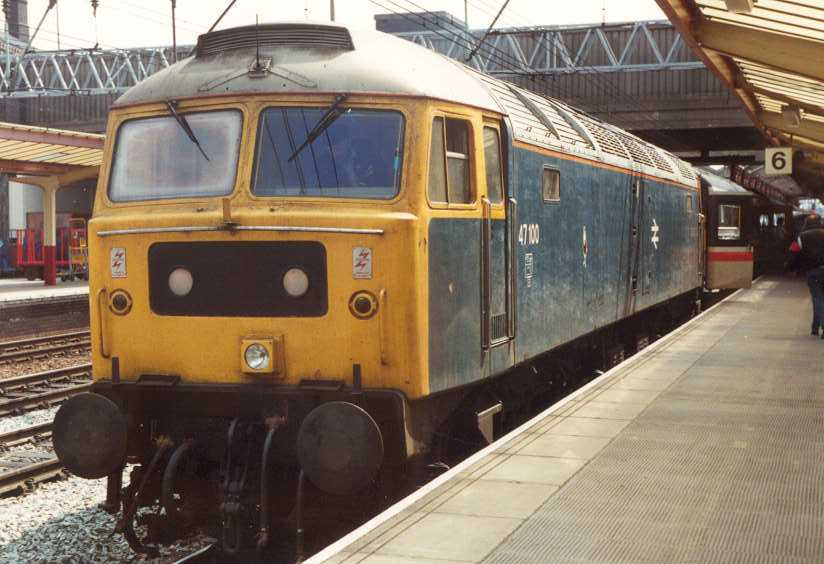
Locomotora diésel Clase 47 47100 con el techo gris especial diseñado por Stratford T.M.D.

En 1977, dos locomotoras Class 47, 47163 y 47164, fueron pintadas por Stratford TMD con techos plateados y otras decoraciones, incluida una bandera británica con la altura completa en cada flanco, en celebración del Jubileo de Plata de Isabel II. Varias otras locomotoras de la Clase 47, algunas Clase 31 e incluso algunas cabinas motoras, posteriormente fueron pintadas por Stratford con techos grises. La combinación de colores se convirtió en una marca registrada.
Después de este periodo, algunas pequeñas variaciones en la librea Rail Blue se hicieron mucho más comunes. Varias locomotoras de la Clase 31 recibieron rayas blancas a media altura, siendo estas particularmente asociadas con las cocheras de Old Oak Common y Finsbury Park. 
También en la Región Este, las locomotoras Clase 55 Deltic basadas en Finsbury Park recibieron orlas blancas en las ventanas de su cabina.
El personal de las cocheras de Eastfield, cerca de Glasgow, también embelleció algunas unidades de la clase 37/0 con una franja blanca en la parte inferior de las cajas a mediados de los años 1980, pero se les indicó que dejaran de hacerlo y que volvieran a pintar la librea azul estándar a las unidades que ya habían modificado.

## Abandono delRail Blue

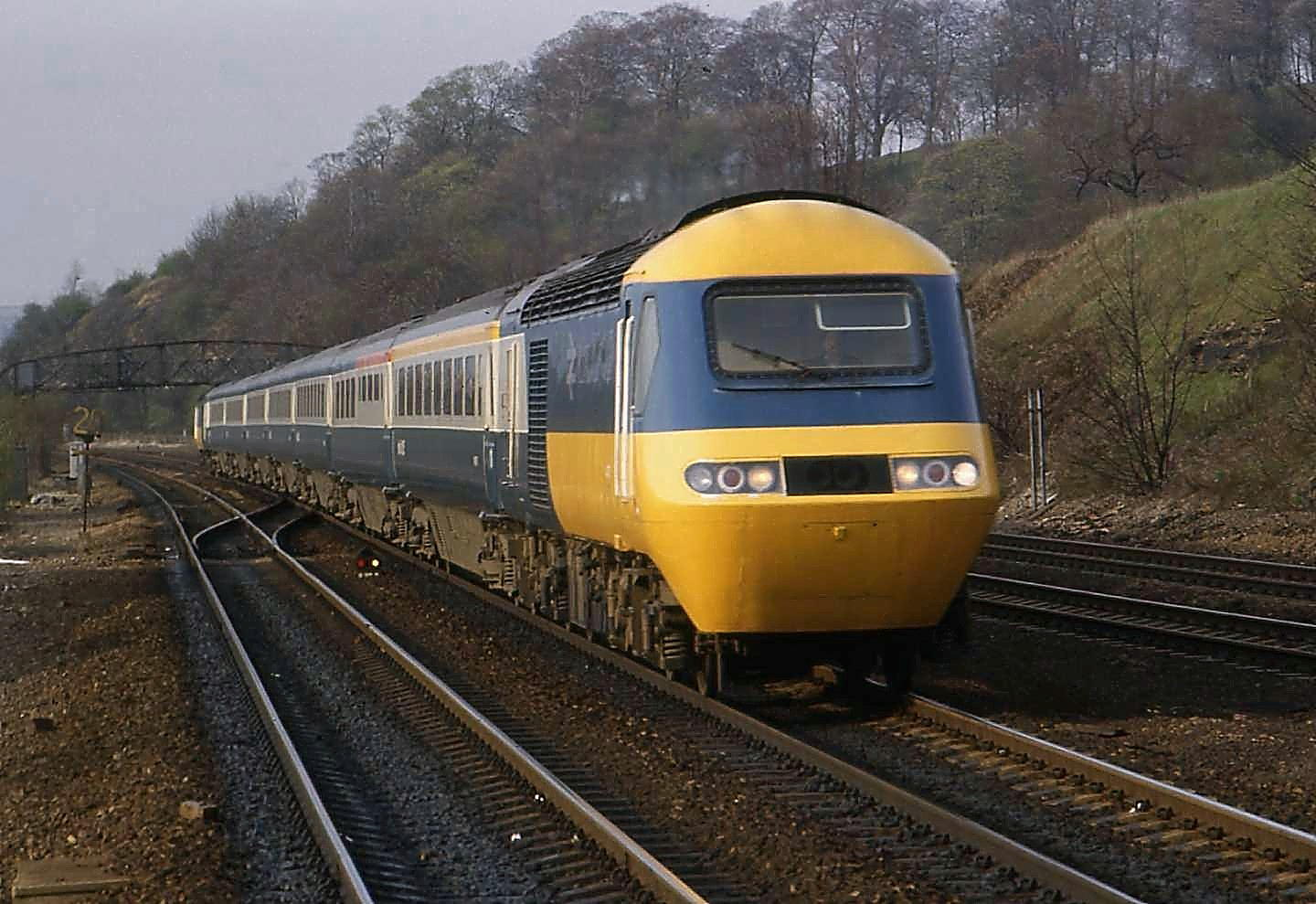
Tren BR HST con la librea original Yellow and Blue del InterCity 125

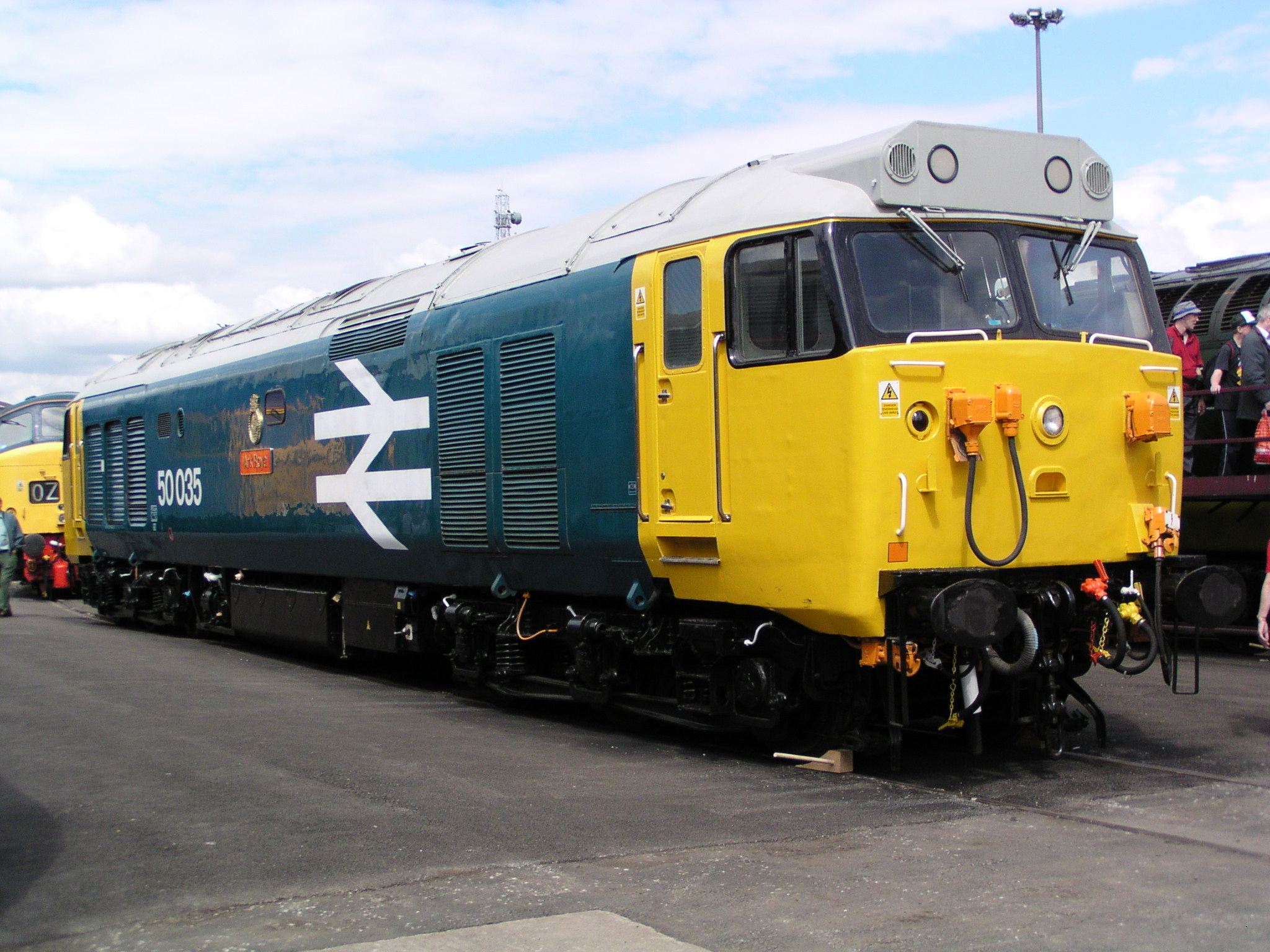
La librea con el "Logo grande" en el Clase 50 No.50035

La primera ruptura en la uniformidad del color Rail Blue llegó en 1976, con la introducción del primer InterCity 125 (HST). La forma angular distintiva de los coches autopropulsados HST no se prestaba para aplicar el amarillo en la cara delantera, por lo que el amarillo se envolvió y se extendió en el costado de cada unidad, aunque los coches de pasajeros conservaron la librea habitual Rail Blue.
En 1978, el British Railways Board comenzó a planificar una nueva librea para el futuro, y en ese agosto, la locomotora diésel Clase 56 56036 fue pintada para probar una librea modificada de totalmente de color Rail Blue con todo el frente en amarillo brillante para mejorar la visibilidad, que se extendía hacia abajo por los lados de la locomotora a la parte trasera de las ventanas de la cabina que, a su vez, estaban delineadas en negro. Esta librea se conocía como librea de Logotipo grande, ya que cada lado de la locomotora estaba dominado por un símbolo con la doble flecha del BR (de altura de cuerpo completo), y tenía destacado el número de locomotora con el doble del tamaño anterior. Esta librea fue bien recibida por los entusiastas, pero como la Clase 56 solo transportaba carga, se decidió extender la prueba a una locomotora de pasajeros. Por lo tanto, la Clase 47 47170 Condado de Norfolk, se asignó a Stratford, y los trenes entre Liverpool Street y Norwich se pintaron con la librea de logotipo grande. Al principio, las nuevas locomotoras todavía se pintaban en la librea tradicional Rail Blue, pero comenzando con la unidad Clase 56 número 56084, la nueva versión del logotipo grande se convirtió en el estándar de las nuevas máquinas entregadas a BR. Después de esta fecha, las versiones de pasajeros de las clases 37 y 47, así como la clase 50, se adquirieron habitualmente con esta librea.

## Sectorización

### InterCity

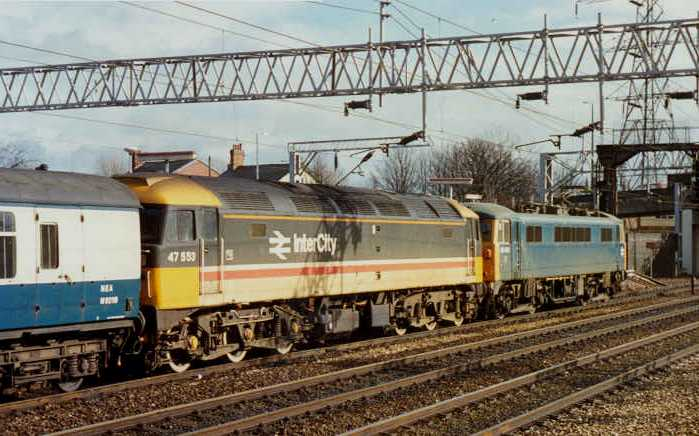
Locomotora 47553 con la librea del InterCity, contrastando con el Rail Blue de la locomotora 86402

Después de la introducción del Advanced Passenger Train en 1983, se aplicó experimentalmente una librea similar a la de los APT (gris oscuro en la parte superior del cuerpo y beige claro en la parte inferior, con dos franjas de rojo y blanco separándolos) a dos conjuntos HST y a los coches que operaban el servicio Gatwick Express entre Londres Victoria y el Aeropuerto de Londres-Gatwick. Esta configuración se conoce como la librea "InterCity Executive", ya que los conjuntos utilizados se dedicaron a operar servicios matutinos/vespertinos utilizados fundamentalmente por hombres de negocios. A pesar de que la marca InterCity se introdujo en 1966, en 1985 se eliminó la palabra "Executive" y la librea se aplicó a todos los coches y a muchas locomotoras de los servicios InterCity.

### Londres y Sudeste

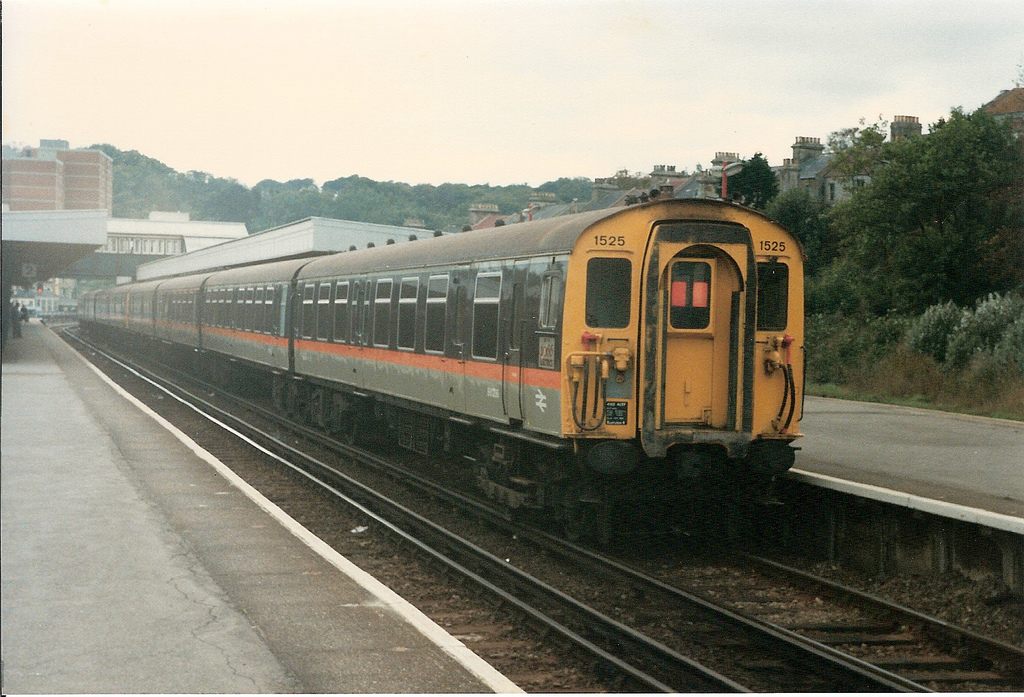
Una 4 CEP eléctrica múltiple con la librea Jaffa Cake (Hastings, 1986)

Lanzada como la Librea Exprés del sector del Sudeste de Londres, este fue un esquema de corta duración que apareció en solo unas pocas unidades y rutas antes del advenimiento de la librea a rayas rojas, blancas y azules (denominada "pasta de dientes") de la Network SouthEast. La librea comprendía paneles superiores de color marrón, con un color descrito de diversas maneras como "galleta" o "leonado" en los paneles inferiores y separados por una amplia banda naranja. La librea recibió su apodo de su parecido con el interior de un Jaffa Cake (un tipo de galletas rellenas de dulce de naranja y recubiertas de chocolate). Las variantes donde la banda era azul (suburbano exterior) o verde (suburbano interior) en lugar de naranja se planificaron, pero nunca llegaron a materializarse.
La librea se aplicó solo a algunas unidades Clase 309 "Clacton" en la antigua Región Este y a algunas de las locomotoras 411 (4Cep), 419 (MLV) y 421 (4Cig) en la antigua Región Sur.
Las unidades de la Clase 309 trabajaron entre Liverpool Street y Clacton, y ocasionalmente también entre Ipswich y Norwich. Más adelante, tras la transferencia, trenes con esta librea aparecieron brevemente alrededor de Mánchester y Birmingham. Los tipos de librea de la Región Sur sirvieron principalmente en las rutas Charing Cross/Cannon Street - Hastings a través de Battle/Dover y Ramsgate, y en las rutas Victoria /London Bridge - Brighton/Littlehampton/Hastings a través de Eastbourne. La nueva librea se utilizó con la introducción de la electrificación de la Línea de Hastings en 1986 para promover los nuevos trenes eléctricos. El aniversario de la Batalla de Hastings (que tuvo lugar en 1066) también se utilizó para publicitar la línea. Debido al pequeño número de unidades repintadas, era común ver trenes con dos o más unidades con libreas diferentes.

### Red Sureste

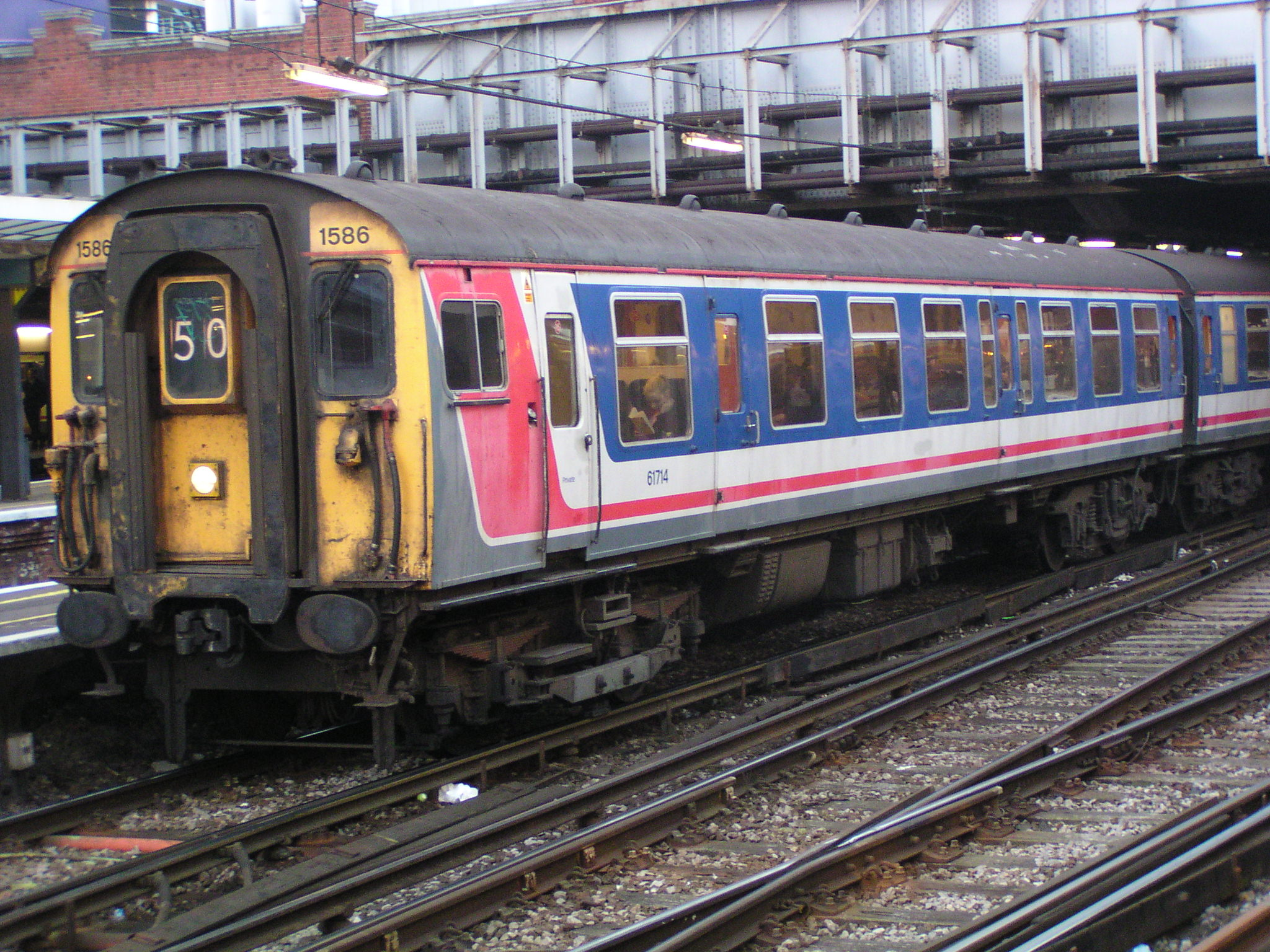
Librea Faded Network SouthEast

El 10 de junio de 1986, British Rail lanzó Network SouthEast, una organización diseñada para atravesar las fronteras regionales tradicionales y ofrecer un servicio coordinado de trenes hacia Londres y la región circundante. Para esta nueva empresa, se creó una nueva librea, un tono azul más pálido que el Rail Blue, con tres franjas de colores blanco, rojo y gris, con la locomotora Clase 47 No.47573  The London Standard  pintada con la nueva librea específicamente para la ceremonia de lanzamiento. Además del material rodante y varias unidades, se pintaron en esta librea una serie de locomotoras Clase 47 y Clase 50 dedicadas a los servicios de pasajeros del Network SouthEast. Una versión posterior realizó cambios menores en la librea, la principal de las cuales fue oscurecer el tono principal de azul utilizado. Esta librea también es a menudo apodada por los entusiastas del ferrocarril librea de pasta de dientes, debido a las rayas multicolores que se asemejan a las rayas del dentífrico.

### ScotRail

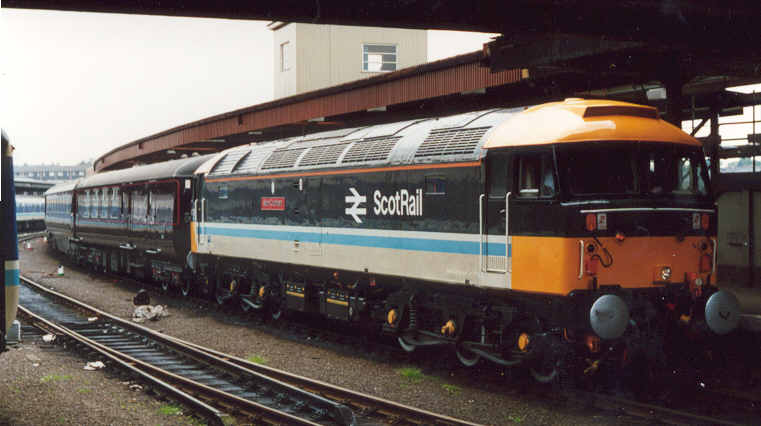
Librea del ScotRail en la locomotora 47702 en la Estación de York (1988)

El ScotRail era la marca bajo la cual British Rail operaba servicios de pasajeros en Escocia y servicios de largo recorrido al norte de Inglaterra y Londres. Se creó una librea corporativa para los principales servicios expresos en Escocia, que consistía en la misma librea del InterCity, pero con la franja roja reemplazada por una franja de color azul salitre.

### Ferrocarriles Regionales

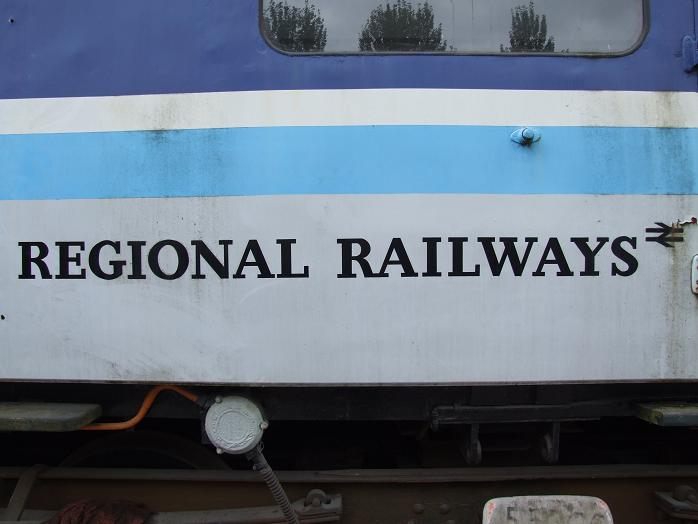
Detalle de la librea y del logotipo de los Ferrocarriles Regionales

Con la sectorización, la mayoría de las rutas secundarias de pasajeros que no estaban incluidas en el InterCity o en la Network SouthEast se rediseñaron como Ferrocarriles Regionales (originalmente Provinciales). Se creó una librea, similar a la de ScotRail pero con el lado del cuerpo gris oscuro superior reemplazado por un azul oscuro. Una serie de conjuntos de coches de viajeros y algunas locomotoras recibieron la librea, así como todas las unidades múltiples nuevas y algunas existentes.
El material rodante escocés no cubierto por la librea de ScotRail (generalmente aquellos en servicios secundarios) recibió la librea de los ferrocarriles regionales, pero con la marca "ScotRail".

### Rail Express Systems

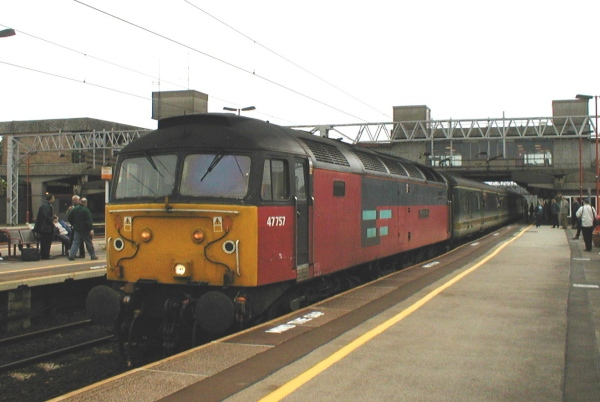
Locomotora No.47757 con los colores del Rail Express Systems

Rail Express Systems era el sector de British Rail responsable del transporte del correo y el tráfico de paquetes. Su material rodante inicialmente llevaba la librea estándar Rail Blue (o azul y gris) pero en 1992, introdujo una nueva librea de colores rojo y gris, con destellos azul pálido y gris.
La librea se incorporó al material rodante, pero también a una serie de locomotoras que se dedicaron al tráfico de correspondencia y paquetería, principalmente de las clases 47 y 90.

### Transporte ferroviario y libreas asociadas

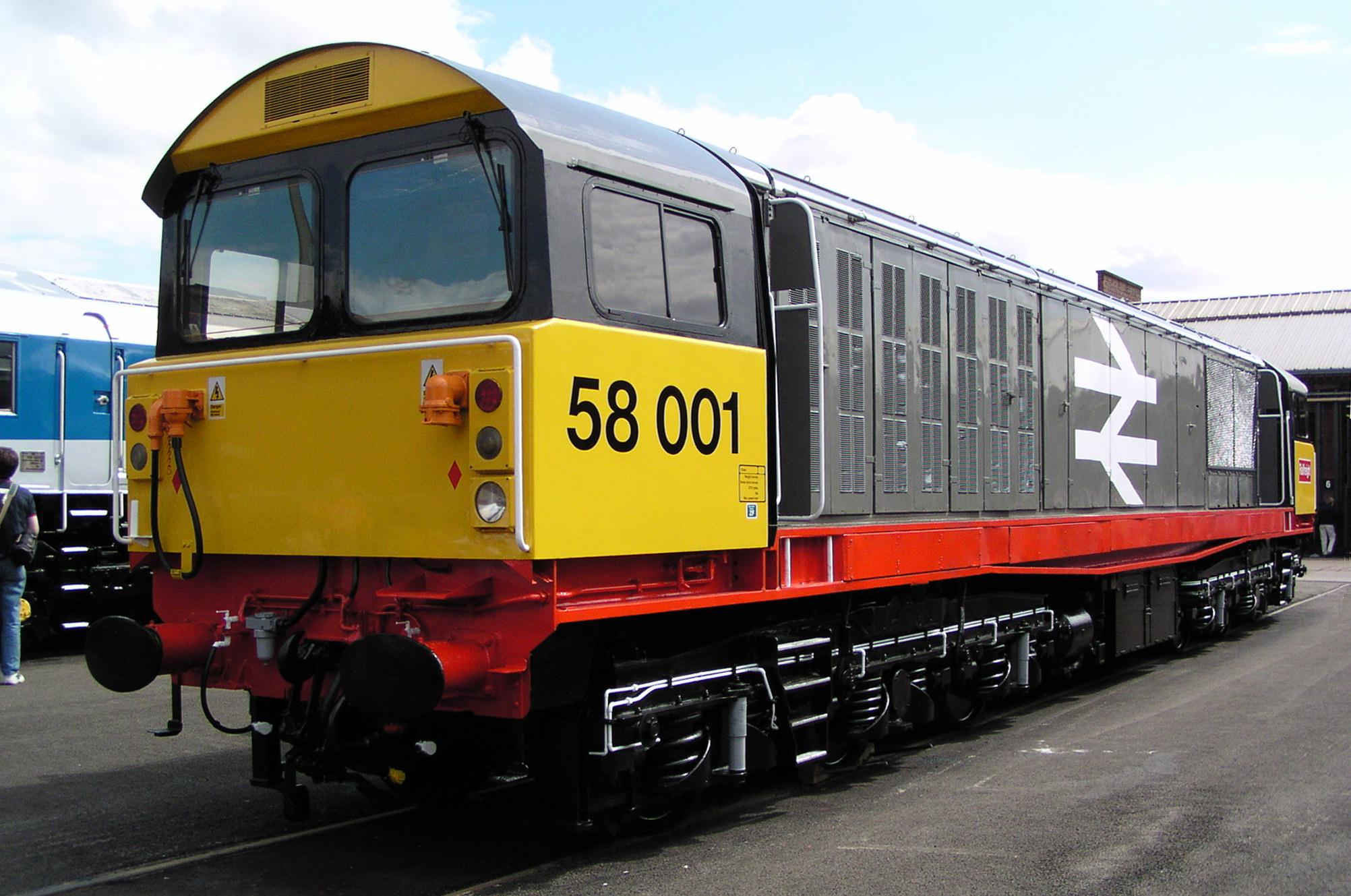
Locomotora 58001, mostrando la librea original del Railfreight

La librea Railfreight, un esquema de colores específicamente ideado para las locomotoras de carga, se dio a conocer cuando la locomotora Clase 58 58001 atravesó una pantalla de plástico en los Talleres de Doncaster el 9 de diciembre de 1982. Si bien esta librea tenía mucho en común con la versión Gran logotipo de la librea Rail Blue, incluida la cabinas amarillas y un logotipo y números más grandes en el costado del cuerpo, el color principal era gris en lugar de azul. Una versión posterior agregó una franja roja en el borde inferior del lado de la locomotora.
Cuando las operaciones de British Rail se dividieron en sectores a mediados de la década de 1980, antes de la privatización, surgió una nueva versión de la librea de Railfreight, confiriendo a los distintos sectores identidades individuales. Consistiendo en tres tonos de gris y, por lo tanto, conocido como "Triple Railfreight gris", la librea incluía logotipos en los lados y cabinas de locomotoras que indicaban a qué sector pertenecían. Para las locomotoras utilizadas en tareas internas de British Rail, se creó una librea separada de un gris más oscuro. Posteriormente, esto se modificó para las locomotoras asignadas al departamento del Ingeniero Civil para incluir una franja amarilla en la parte superior del cuerpo, la librea resultante se conoce como "holandés", debido a su similitud con los colores corporativos del Ferrocarril holandés.

## Galería

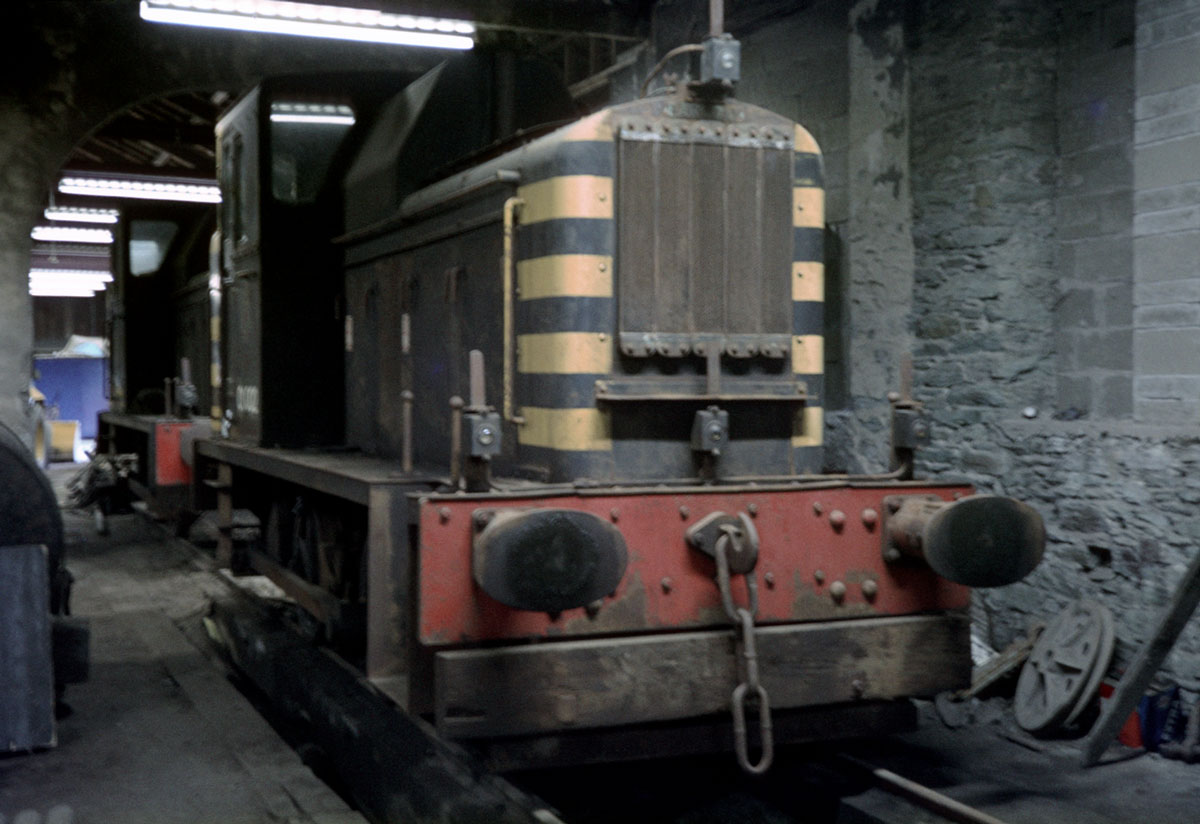
Clase 01 01002 en las cocheras de Holyhead Breakwater, con su antigua librea negra. La 01001 se ve por detrás.
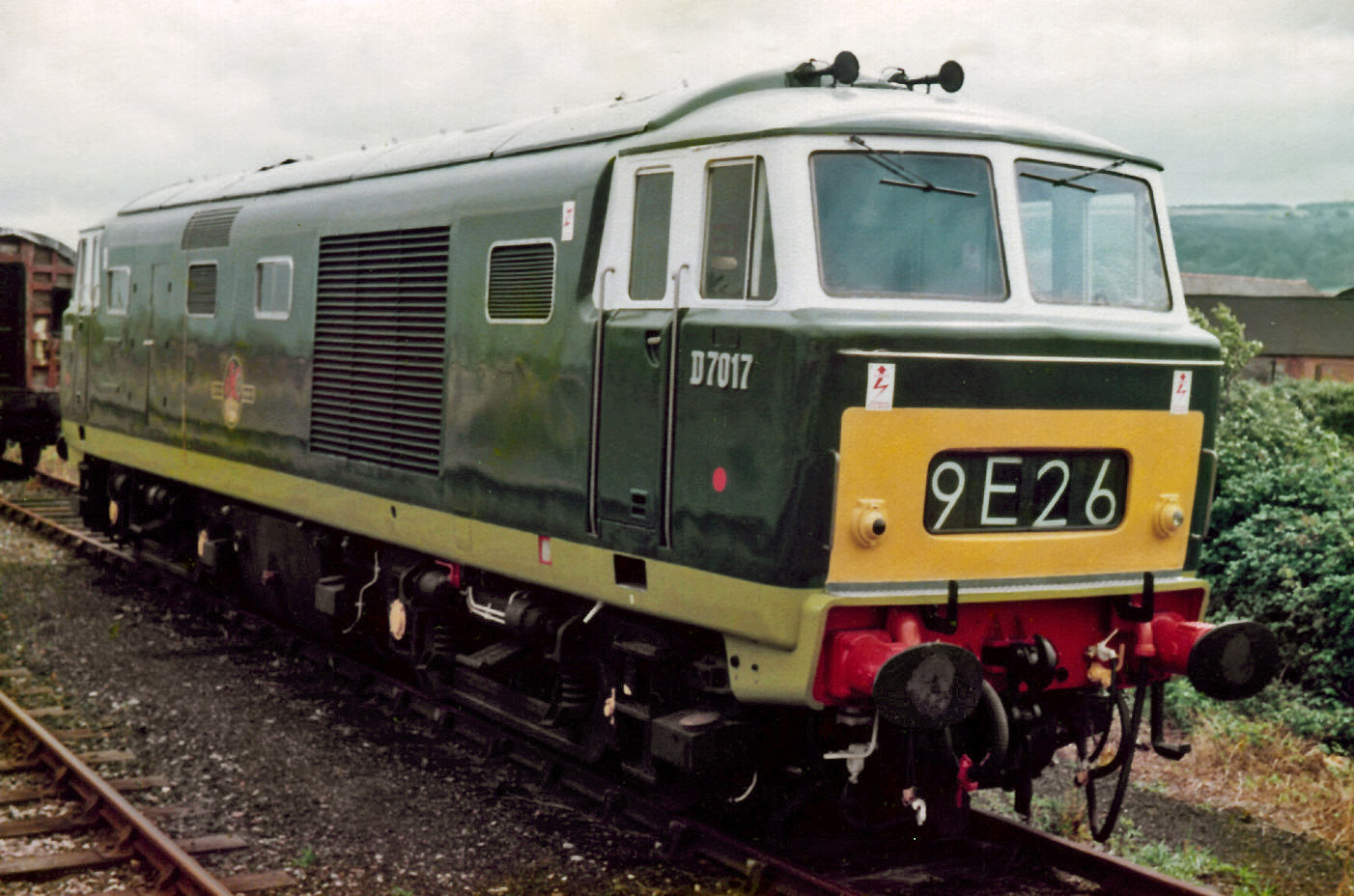
British Rail Clase 35 'Hymek' D7017 con una librea verde no original (preservada).
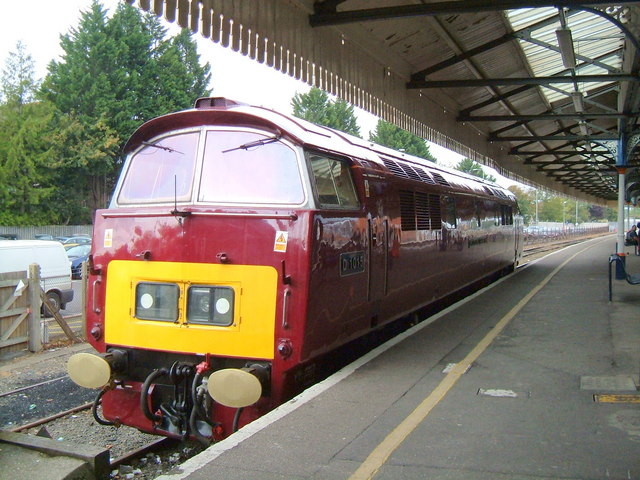
Clase 52 No.D1015 imitando la librea marrón de los años 1960 (preservada, no original)
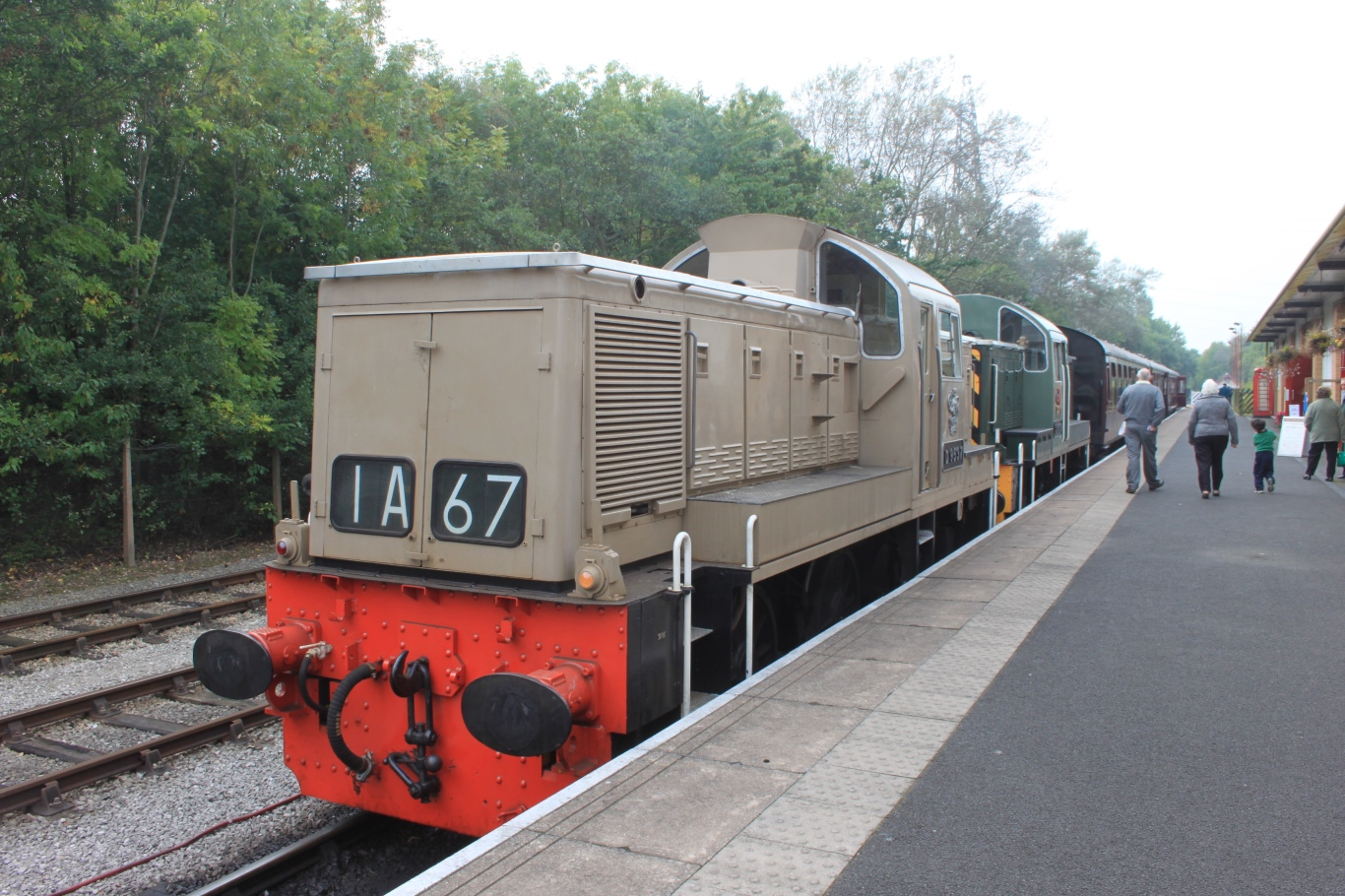
Locomotoras Clase 14 D9537 (librea arena del desierto) y D9539, formando un tren con doble tracción en el Ferrocarril Ribble Steam.
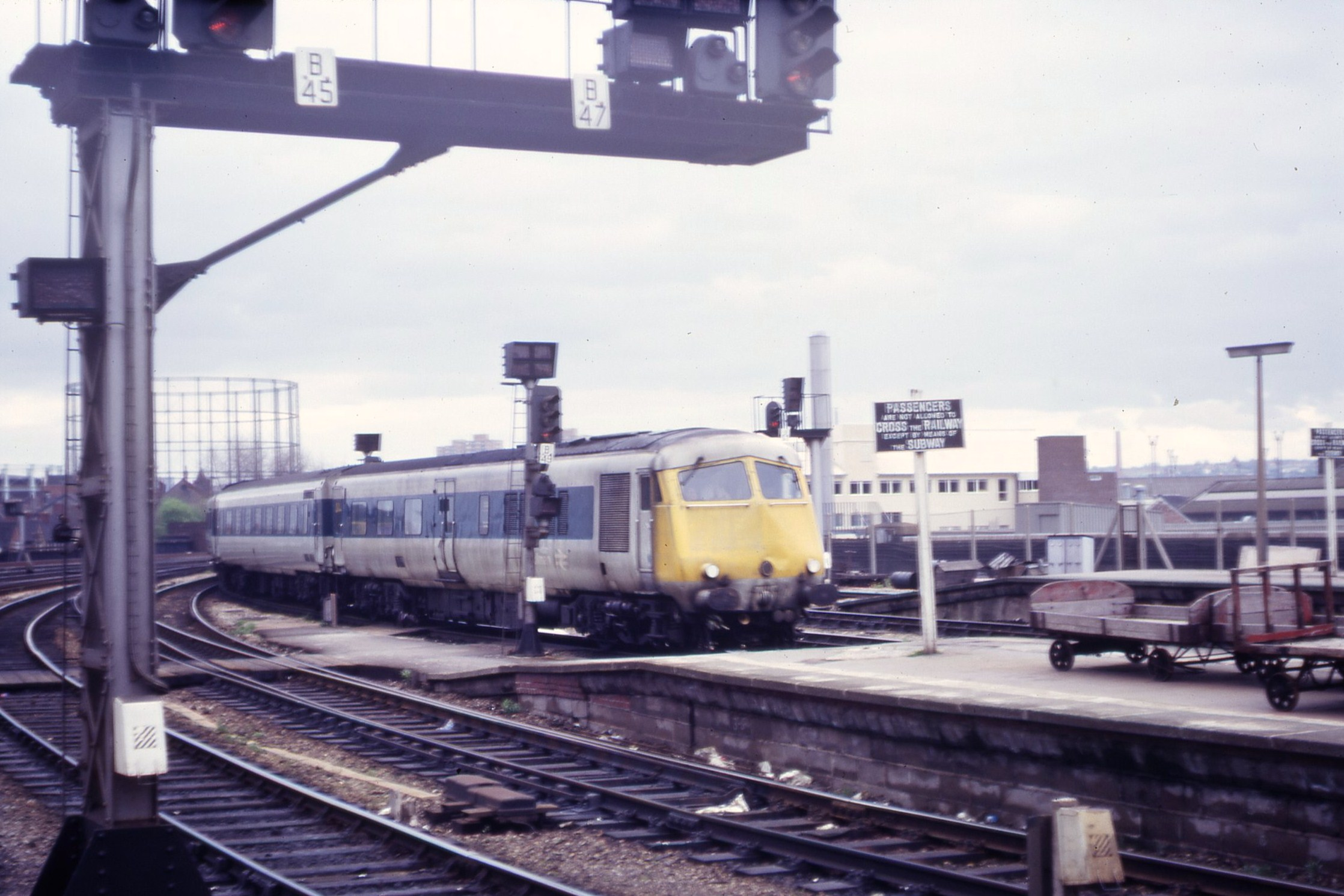
Blue Pullman en librea gris y azul, llegando a Bristol Temple Meads en 1973

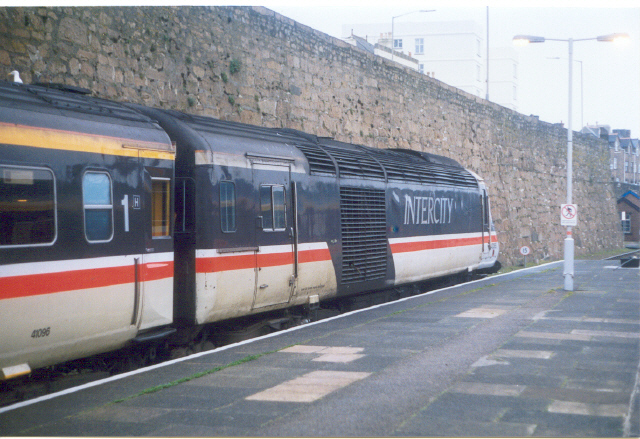
Composición de alta velocidad con la librea swallow del InterCity
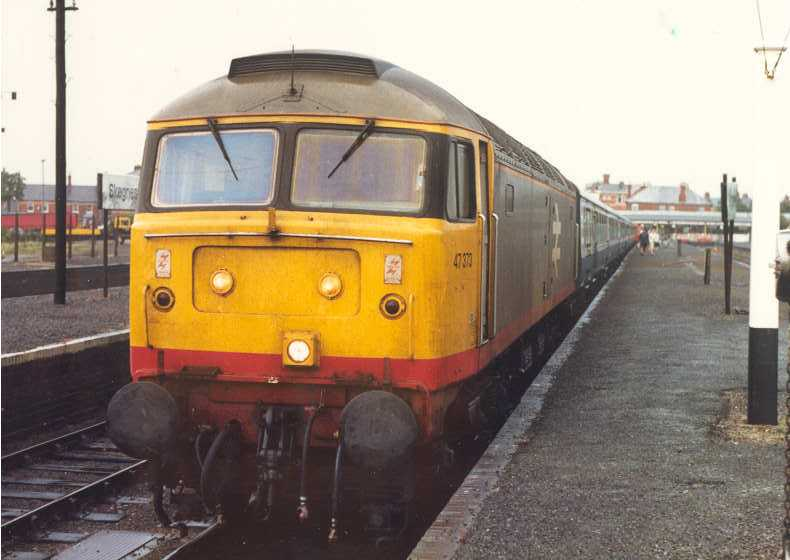
No.47373 con la librea "red stripe" del Railfreight revisada
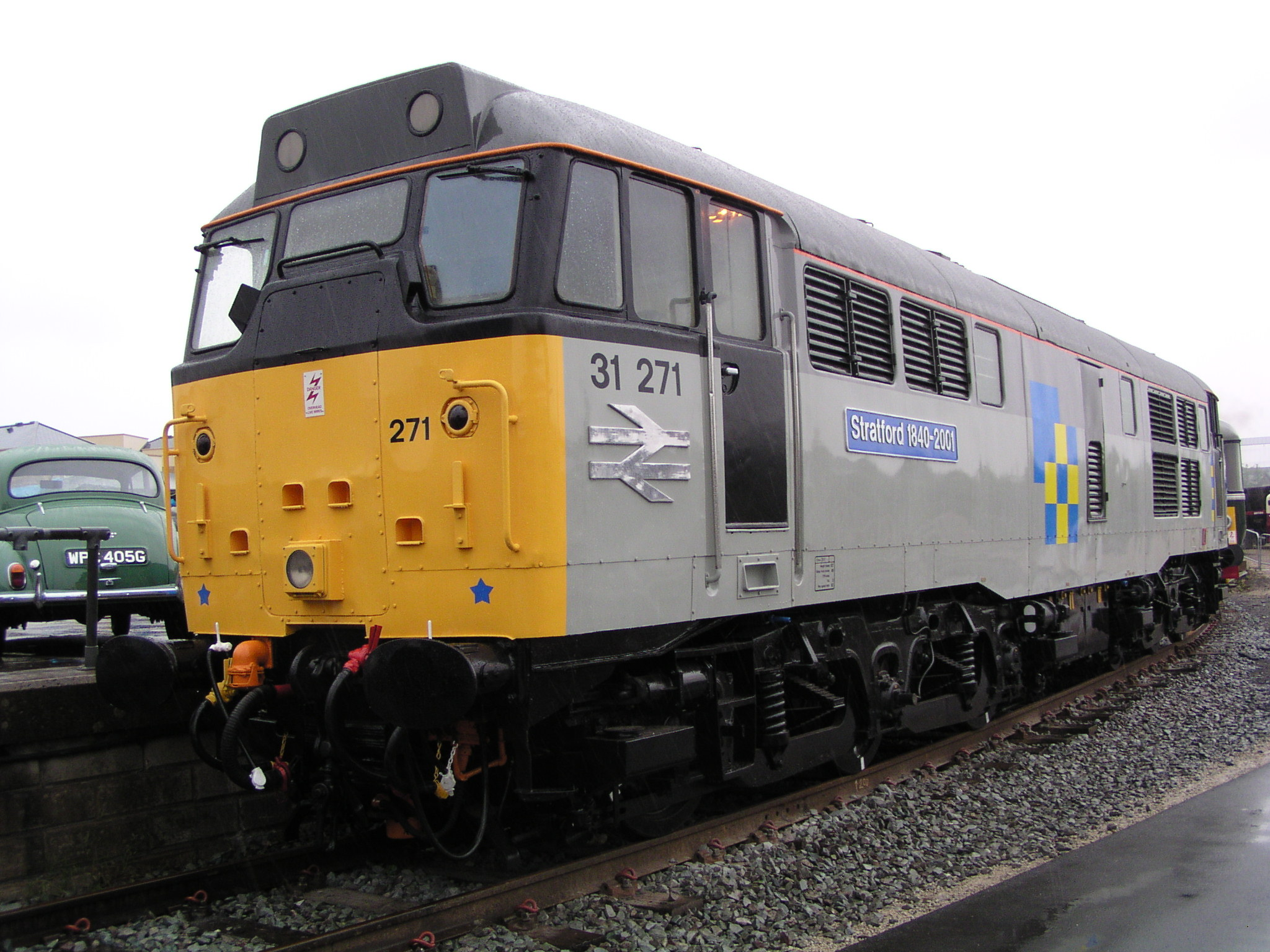
No.31271 con la librea "triple grey" del Railfreight, con los emblemas del sector de Construcción
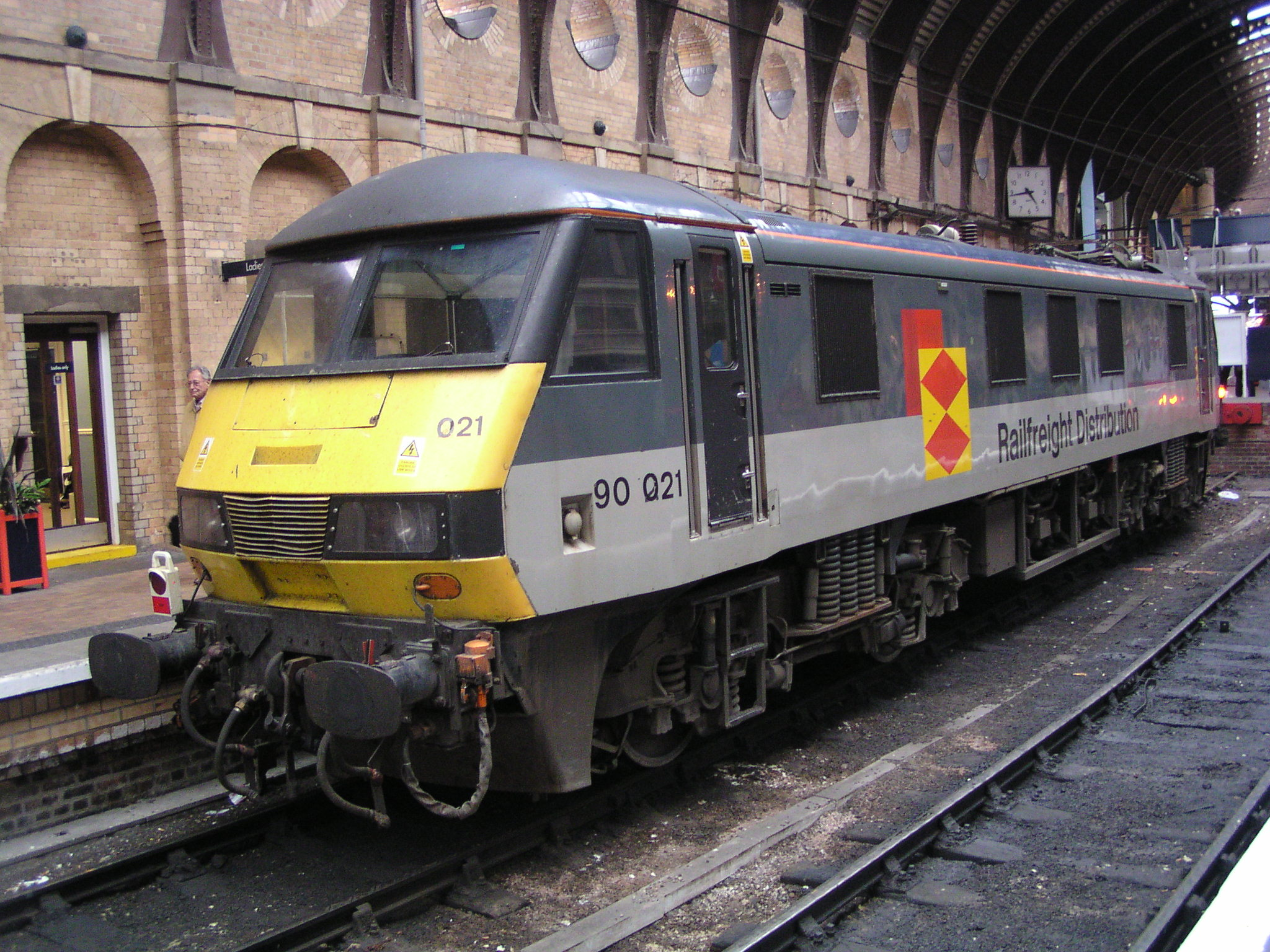
No.90021 con la librea "triple grey" del Railfreight, con los emblemas del sector de Distribución
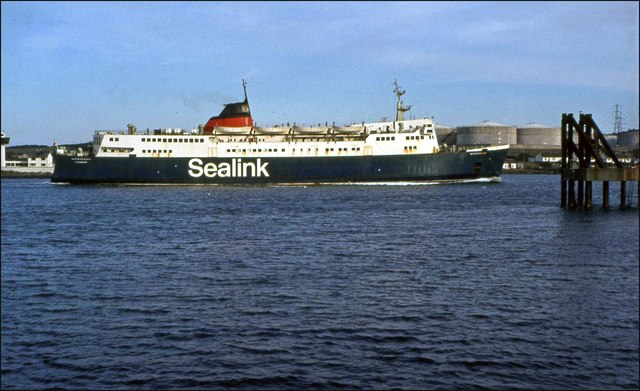
El 'Antrim Princess, ferri del Sealink en Larne, con los rótulos del Sealink